# وینتر گاردنز (کالیفرنیا)
وینتر گاردنز (به انگلیسی: Winter Gardens) یک منطقهٔ مسکونی در ایالات متحده آمریکا است که در شهرستان سن دیگو، کالیفرنیا واقع شده‌است. وینتر گاردنز ۱۱٫۴۷۵ کیلومتر مربع مساحت و ۲۰٬۶۳۱ نفر جمعیت دارد و ۲۰۶ متر بالاتر از سطح دریا واقع شده‌است.